# Maklura (biljna vrsta)
Maklura (hrvatski nazivi: jabukolika maklura, maklura; narodni nazivi: drvo mozak, osage naranča, živična jabuka, konjska jabuka, majmunska lopta, lučno drvo, maklura; lat. Maclura pomifera), listopadno je stablo porijeklom iz Sjeverne Amerike. U Hrvatskoj se ovo drvo počelo saditi po parkovima u vrijeme Austro-Ugarske, krajem 19. stoljeća. Nađe se i podivljala, isključivo uz obale rijeka. 

## Opis
Drvo je vrlo kvalitetno, dvostruko tvrđe od hrastovine, odlično drvo za loženje, smatra se osobito vrijednim za izradu lukova, a u SAD-u se smatra čak i boljim od tise. Za ovu svrhu primjenjivali su ga Osage, ali i druga indijanska plemena, a pleme Quapaw, po njemu dobiva i ime Bow Indians.
Grane drveta posute su vrlo oštrim i tvrdim trnjem. Zbog ovog su razloga u Sjevernoj Americi makluru do pojave bodljikave žice (oko 1875.) rado upotrebljavali kao vrlo kvalitetnu živu ogradu.
Poslije se rabila za izradu vjetrozaštitnih pojaseva (1934. – 1942.).
Drvo je srodno murvi, plodovi su mu velike zelene lopte, poput velike zelene naranče. Za razliku od murve ovaj plod nije jestiv, ali sjeme koje se u njemu nalazi jestivo je. Ulje koje se može dobiti iz sjemenki također je jestivo. Na bazi ulja razvijena je u SAD i najmanje jedna linija kozmetičkih pripravaka za kosu i kožu.
Neki pak smatraju cijeli plod jestivim i ljekovitim, navodno djeluje i kod raznih vrsta tumora, u SAD-u se od plodova proizvode i kapsule, u Rusiji i Ukrajini može se nabaviti tinktura, te mast na bazi ploda maklure. 
Plodovi su bogati antioksidansnim supstancama – najmanje je jedan patent posvećen pokušaju primjene plodova u svrhu njihove ekstrakcije.
Po američkim izvorima konji, krave i jelenska divljač vrlo rado jedu ove plodove, no treba paziti ako ih dajemo ovim životinjama, treba ih narezati na manje komade, u SAD su opisani brojni slučajevi gušenja krava i konja zbog konzumacije cijelih plodova.:str. 128 Američke vjeverice pak jedu sjemenke koje se nalaze u plodu, navodno ih jede i američki krstokljun.:str. 123 Plodovi su jestiviji nakon što 2 – 3 puta promrznu.
Neki američki znanstvenici smatraju makluru evolucijskim anakronizmom, te pretpostavljaju da su plodovi bili hrana mamuta, te divovskog ljenjivca. S nestankom ovih životinja maklura je ostala bez evolucijskog partnera zaduženog za širenje sjemena.:str. 120
Znanstveno je potvrđeno i repelentno djelovanje plodova na žohare.
Kao biljni lijek protiv raka navodno su je primjenjivali već sjevernoamerički Indijanci ( da ovo nije bez  osnove  može se zaključiti na temelju kineskog patenta US20170014375A1) .
Quapaw Indijanci od njegovog drveta izrađivali su svoje lukove.

## Sastav plodova
- Alkaloidi 0,012 %
- Glukozidi 0,0236 %
- Pektin 46,04 %[preveliki broj?]
- Smola 16,64 %
- Masti 5,16 %
- Šećeri 4,46 %
- Voda 80 %[9]

## Vanjske poveznice
- Uporaba maklure kao ljekovite biljke  Arhivirana inačica izvorne stranice od 27. listopada 2017. (Wayback Machine)
- Podaci o uporabi maklure
- Maklura kao alternativni lijek
- Znanstvena studija posvećena makluri  Arhivirana inačica izvorne stranice od 14. srpnja 2014. (Wayback Machine)
- Ukrajinska stranica o ljekovitosti maklure
- Maklura u liječenju raka